# Pedro Jiménez (Justicia de Aragón)
Pedro Jiménez fue un noble navarroaragonés de principios del siglo XII, conocido por ser uno de los primeros justicias de Aragón y ser el fundador de la casa de Urrea, una de las principales casas nobles de Aragón.

## Orígenes
Los orígenes de Pedro Jiménez son discutidos. Los nobiliarios antiguos le asignan un origen bávaro sin fundamento. Más posible es otro origen que le hace hermano de Íñigo Jiménez, señor de los Cameros, familia señorial de la actual La Rioja que a su vez descendía de la alta nobleza del reino de Pamplona.
El medievalista Agustín Ubieto Arteta propuso en 1977 que era nieto del conde Sancho Ramírez, hijo bastardo del rey Ramiro I de Aragón, a través de un hijo llamado Jimeno Sánchez. Aunque hay varias menciones a personajes de tal nombre en la corte aragonesa del periodo, la información sobre estos es escasa. Algunos autores creen que la familia de este Jimeno Sánchez podría provenir del entorno del conde aunque sin descender directamente de este, quizás teniendo un padre o mujer castellana por el nombre que posteriormente  tendría el nieto.

## Biografía
Sea de origen navarro o aragonés, Pedro Jiménez aparece documentado durante el reinado de Alfonso I el Batallador, rey de Aragón y Pamplona. En 1116 un documento de dicho rey lo menciona como senior, indicando un origen noble. Ese año y los dos siguientes aparece también mencionado en ocupaciones judiciales. Notablemente consta que el rey le delega la resolución de conflictos sobre la posesión de propiedades y sobre las reclamaciones de campesinos contra los privilegios eclesiásticos. El carácter de su mando parece ser itinerante, firmando como justicia del rey en diferentes localidades según el momento.
Acompañó al rey en su campaña de 1117 y tras en la reconquista de Zaragoza en 1118 aparece como justicia del rey en la ciudad. En recompensa a sus servicios recibió las tenencias de Turbena y Urrea desde probablemente 1121, una vez completada la reconquista del valle del Jalón por parte del Batallador. Otros documentos le muestran como tenente en Alesves o Sieso y dueño de propiedades en Alfajarín. En la ciudad de Huesca recibió igualmente numerosas donaciones reales, hasta el punto de que se le atribuye la posesión de un barrio entero de la localidad.
Consta que siguió ocupando cargos judiciales hasta al menos 1128, cuando aparece como justicia de Huesca. García Edo propone que Pedro Jiménez fue una de las razones de la extensión del fuero de Jaca, que durante el reinado de Alfonso I y el justiciazgo de Jiménez de Urrea se empleó como base de otros fueros de repoblación y del fuero de Zaragoza.
Se desconoce la identidad de su mujer, si bien algunos autores especulan con que podría tener un origen castellano dado el nombre dado a su hijo. Otros la identifican con una Oria que aparece como señora de Urrea en un documento. Fue padre al menos de Rui Pérez de Urrea, que consta como su sucesor en las tenencias del Jalón hacia 1131. Sancho Fortuñones también consta como nuevo justicia del rey en 1129 por lo que se especula que Pedro Jiménez falleció entre 1128 y esas fechas. El cronista Jerónimo Blancas le atribuye en cambio otro hijo de nombre Galindo.